# 谷井孝行
谷井孝行（Tanii Takayuki，1983年2月14日—），生于滑川市，是一名日本男子竞走运动员。他参加过2012年奥运会50公里竞走，但是没有到达终点。赢得2015年世界田径锦标赛50公里竞走铜牌。

## 成绩
| 年        | 賽事           | 舉辦城市  | 名次      | 項目      | 記錄      |
| 代表 日本 | 代表 日本      | 代表 日本 | 代表 日本 | 代表 日本 | 代表 日本 |
| --------- | -------------- | --------- | --------- | --------- | --------- |
| 2015      | 世界田径锦标赛 | 北京      | 第三      | 50 km     | 3:42:55   |

## 外部連結
- 谷井孝行在的頁面